# Sinh học quần thể

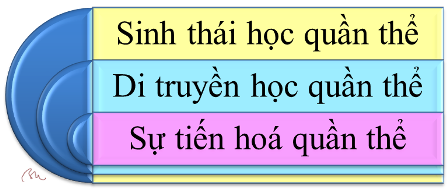
Nội dung của sinh học quần thể.

Sinh học quần thể là một lĩnh vực của sinh học chuyên nghiên cứu về quần thể sinh vật trên nhiều mặt khác nhau. Thuật ngữ này dịch từ tiếng Anh: Population biology, tiếng Pháp: biologie des populations. 
Sinh học quần thể chuyên nghiên cứu về quần thể ở các mặt: cấu trúc (nhóm tuổi, giới tính), phân bố cá thể trong sinh cảnh quần thể sinh sống, sinh trưởng, các tương tác giữa các cá thể cùng quần thể, di cư hay nhập cư, các quá trình di truyền và tiến hoá xảy ra trong quần thể v.v. mà không phải là cá thể. Nội dung chủ yếu của sinh học quần thể hiện đại là về lĩnh vực sinh thái học và lĩnh vực di truyền học.

## Lược sử
- Thomas Malthus (Man-tơt) có thể được xem là nhà khoa học sớm hơn cả nghiên cứu về lĩnh vực này, mặc dù ông là một nhà kinh tế học đã có phát hiện nổi tiếng một thời ("An Essay on the Principle of Population", 1798) chỉ nói riêng về dân số loài người. Tuy nhiên, thành tựu nghiên cứu của ông đã truyền cảm hứng cho Charles Darwin (Đac-uyn) nghiên cứu tiếp.[5]
- Trong tác phẩm nổi tiếng đã từng gây một cuộc cách mạng trong khoa học tự nhiên thế kỉ XIX là "On the Origin of Species" (Nguồn gốc các loài, xuất bản năm 1859) Darwin đã chịu ảnh hưởng của Malthus và "nhìn thấy" quá trình "đấu tranh sinh tồn" trong tự nhiên, là một trong các nguyên nhân dẫn đến sự hình thành và ra đời học thuyết chọn lọc tự nhiên nổi tiếng - một trong những nền tảng của sinh học hiện đại. Tuy nhiên, ở thời đại của Darwin thì khái niệm "quần thể sinh vật" chưa ra đời, còn chính ông cũng có sai sót khi nhận định "cá thể" sinh vật như là một "đơn vị" hình thành nên loài mới, chứ không là "quần thể" theo quan niệm hiện đại.[1][6]
- Có thể cho rằng Ernst Haeckel có đóng góp nhiều cho sự ra đời và bước phát triển ban đầu của sinh học quần thể.[7]
- Người ta cho rằng thuật ngữ "Population biology" (sinh học quần thể) này được chính thức sử dụng đầu tiên và năm 1971 bởi Edward O. Wilson khi nghiên cứu động lực học quần thể.[8]

## Nội dung nghiên cứu
- Sinh học quần thể là một lĩnh vực liên ngành, có kết hợp với lĩnh vực sinh thái học, di truyền học, sinh học tiến hóa v.v. và cả toán học, chủ yếu nghiên cứu về đối tượng là quần thể sinh vật chứ không phải là những cá thể sinh vật riêng lẻ.
- Trong sinh học quần thể ngày nay, các nhà nghiên cứu sử dụng nhiều công cụ khác nhau: không chỉ lấy ở di truyền học, sinh thái học, mà còn ở cả thống kê xác suất, sinh học phân tử và tương tác giữa các quần thể của các loài khác nhau và với môi trường.[9]
- Việc sử dụng các công cụ toán học ở sinh học quần thể đã đưa đến những phát hiện mới, như Phương trình Lotka–Volterra chẳng hạn là một ứng dụng toán học trong sinh học quần thể. Tuy nhiên, việc này làm cho những ai ít am hiểu toán học thường e ngại.[10]
- Trong tự nhiên, các quần thể sinh vật có thể tồn tại ở các quy mô rất khác nhau. Một quần thể địa phương (local population) thường chỉ giới hạn trong một không gian nhỏ, chẳng hạn như quần thể cá chép trong một hồ. Tuy nhiên, hầu hết các quần thể sinh vật trên cạn không chỉ tồn tại mãi ở dạng "địa phương" như vậy, bởi vì các cá thể trong quần thể phát tán (qua di cư và nhập cư), từ đó tạo nên các quần thể địa phương liên hệ với nhau. Khi đó, tập hợp các quần thể địa phương có liên hệ với nhau như vậy, thì tập hợp này gọi là siêu quần thể (metapopulation). Với đối tượng ở cấp độ này, sinh học quần thể luôn cần xây dựng mô hình di cư.

Tóm lại, các kiến thức trong lĩnh vực sinh học quần thể là các kiến thức thuộc nhiều lĩnh vực rất khác nhau của sinh học, nhưng chủ yếu là giới hạn ở cấp độ quần thể, không nghiên cứu về cá thể riêng lẻ.